# Gemitaiz
Gemitaiz, pseudonimo di Davide De Luca (Roma, 4 novembre 1988), è un rapper e produttore discografico italiano.
Ritenuto uno dei principali esponenti del rap italiano, ha esordito mettendosi in mostra nella scena underground di Roma prima con il team dell’Xtreme e successivamente da solista, per poi intraprendere una lunga collaborazione con il rapper pugliese MadMan, con cui ha pubblicato due album in studio, un mixtape e un EP.

## Biografia

### Primi anni,L'unico compromesso(2003-2013)
Gemitaiz è entrato nel mondo della musica nel 2003. Grazie alla collaborazione con il rapper Canesecco, tra il 2006 e il 2009 pubblica i tre mixtape Affare romano (2006), Affare romano vol. 2 (2007) e Affare romano zero (2009), che vantano la collaborazione di buona parte della scena underground rap romana. Nel 2008 inoltre avviene un furto nello studio di registrazione di Etto dove vengono rubate le tracce pronte per i loro CD solisti. Le rimanenti tracce vengono pubblicate in una raccolta non mixata chiamata No(mix)tape.
Nel 2009 firma con l'etichetta discografica indipendente Honiro Label, con la quale ha pubblicato da solista Quello che vi consiglio mixtape (2009), Quello che vi consiglio vol. 2 (2010), Quello che vi consiglio III (2012) e, con Canesecco, i mixtape Xtreme Time (2010) e Xtreme Quality Mixtape (2011), entrambi usciti a nome Xtreme Team. Nel 2011 intraprende la collaborazione con il rapper MadMan, con il quale ha pubblicato il mixtape Haterproof (2011) e l'EP Detto, fatto. (2012), entrambi pubblicati dalla Honiro Label.
Nel 2012 il rapper lascia la Honiro Label per firmare un contratto discografico con la Tanta Roba, etichetta fondata da Gué Pequeno e DJ Harsh. Con questa etichetta Gemitaiz ha pubblicato il suo album di debutto, intitolato L'unico compromesso (2013), il quale ha riscosso un buon successo raggiungendo la terza posizione nella classifica italiana degli album. Nello stesso anno pubblica il mixtape Quello che vi consiglio vol. 4, anticipato dal brano Intro.

### Arresto,Kepler(2014)
Il 29 gennaio 2014 Gemitaiz è stato arrestato a Roma con l'accusa di detenzione e spaccio di stupefacenti. Fermato e perquisito per strada, il rapper è stato trovato in possesso di ketamina e marijuana. Nella perquisizione successiva effettuata presso la sua abitazione, i carabinieri hanno scoperto altri stupefacenti, hashish ed un bilancino di precisione. Posto agli arresti domiciliari, Gemitaiz ha patteggiato il mese successivo una condanna ad un anno e dieci mesi di reclusione (pena sospesa).
Nello stesso anno Gemitaiz è tornato a collaborare con MadMan, realizzando il singolo Non se ne parla, il quale è stato pubblicato per il download digitale il 2 aprile. Il singolo ha anticipato la pubblicazione dell'album dei rapper, intitolato Kepler e pubblicato il 24 maggio dalla Tanta Roba. L'album ha debuttato alla prima posizione della classifica italiana degli album, venendo certificato disco d'oro dalla FIMI dopo soli due mesi dalla sua pubblicazione.
Il 23 dicembre 2014 Gemitaiz ha annunciato attraverso il proprio canale YouTube che il 30 dello stesso mese sarebbe stato pubblicato il mixtape QVC Vol. 5 Mixtape. Anticipato dal brano Rap Doom, il cui video è stato pubblicato su YouTube il 29 dicembre, il disco presenta collaborazioni con molti esponenti della musica hip hop italiana, tra cui MadMan e Clementino.

### Nonostante tutto(2015-2017)
Il 1º luglio 2015 il rapper ha pubblicato per la rotazione radiofonica il singolo Bene, volto ad anticipare il suo secondo album in studio, intitolato Nonostante tutto e pubblicato il 22 gennaio 2016. Il 20 novembre 2015 è stato reso disponibile per il download gratuito il mixtape QVC6, composto da 16 brani, mentre il 17 dicembre dello stesso anno è uscito il video del brano Scusa, estratto da Nonostante tutto, a cui ha fatto seguito il 22 gennaio 2016 il singolo Forte.
Nonostante tutto ha ottenuto un buon successo in Italia, debuttando in prima posizione nella Classifica FIMI Album e venendo certificato disco d'oro dalla FIMI a distanza di due settimane dalla sua uscita.
Il 12 settembre 2016 è stato pubblicato il doppio singolo Giù (resto qua)/Fabio Volo, che ha anticipato la riedizione di Nonostante tutto, sottotitolata Reloaded e uscito il 4 novembre. Il 28 dicembre dello stesso anno Gemitaiz ha annunciato sulla sua pagina Facebook l'uscita del mixtape QVC7, avvenuta due giorni più tardi; composto da 16 brani, alcuni dei quali hanno visto la partecipazione di altri rapper, tra cui MadMan e Nitro.

### Davide(2017-2018)
Il 6 ottobre 2017 il rapper ha pubblicato il singolo Oro e argento, rivelando inoltre di aver completato un secondo singolo. Il brano ha esordito alla seconda posizione della Top Singoli, divenendo così il più alto debutto per un singolo di Gemitaiz. Il 15 dicembre è stata la volta del secondo singolo Fuori, prodotto da Mixer T.
Il 20 aprile 2018 Gemitaiz ha pubblicato il terzo album Davide, la cui edizione deluxe presenta un secondo CD intitolato QVC Collection, resa già disponibile separatamente per il download digitale il 30 marzo. L'album presenta svariate collaborazioni con artisti appartenenti alla scena hip hop italiana e non, tra cui Gué Pequeno (con il quale ha inciso il terzo singolo Tanta Roba Anthem), MadMan, Fabri Fibra e Coez, con quest'ultimo autore del quarto singolo Davide.
Il 28 dicembre 2018 viene anche pubblicato l'ottavo mixtape QVC8 annunciato dai singoli Senza di me (con Venerus e Franco126) e Rollin'.

### Scatola neraeQVC9(2019-2020)
Nel 2019 Gemitaiz è tornato a collaborare con MadMan per la realizzazione di una nuova parte di Veleno, concretizzandosi il 7 giugno con la pubblicazione di Veleno VII. Il singolo ha ottenuto un buon successo, debuttando in vetta alla Top Singoli e battendo il record di ascolti giornalieri su Spotify Italia. Il brano ha svolto anche il ruolo di singolo apripista di un album del duo, intitolato Scatola nera e pubblicato il 20 settembre dello stesso anno.
Nel 2020 Gemitaiz ha iniziato a ricoprire il ruolo di produttore, dando vita alle basi musicali di Buonanotte per Dani Faiv e Specialist per Ensi. Il 6 novembre dello stesso anno ha pubblicato il nono mixtape QVC9, nel quale produce sei brani.

### EclissieQVC 10(2022-2023)
Il 13 maggio 2022 pubblica il suo sesto album in studio Eclissi, anticipato dal singolo omonimo in collaborazione con Neffa.
Il 15 dicembre 2023 è stato invece pubblicato QVC 10, decimo capitolo della saga di mixtape lanciata dal rapper nel 2009, che vanta numerose collaborazioni con altri artisti della scena hip hop italiana, come Fabri Fibra, Nayt, Jake La Furia, Guè, Emis Killa e MadMan.

## Vita Privata
Figlio di un musicista jazz, si è avvicinato in seguito al rap ascoltando 2pac e Bassi Maestro. A 16 anni ha abbandonato gli studi da geometra per gettarsi a capofitto sulla musica, è un grande appassionato di calcio e un acceso tifoso della Roma, sui social è noto per la sua vena assai critica nei confronti del team giallorosso, per il quale non ha mai nascosto il suo amore. È sempre stato molto riservato sulla sua vita personale, si sa solamente che ha avuto una relazione di circa due anni con la collega Ema Stockholma

## Discografia

### Da solista

#### Album in studio
- 2013 – L'unico compromesso
- 2014 – Kepler (con MadMan)
- 2016 – Nonostante tutto
- 2018 – Davide
- 2019 – Scatola nera (con MadMan)
- 2022 – Eclissi

#### Raccolte
- 2018 – QVC Collection

### Con l'Xtreme Team

#### Mixtape
- 2006 – Affare romano vol. 1
- 2007 – Affare romano vol. 2
- 2008 – No(mix)tape
- 2009 – Affare romano zero
- 2010 – Xtreme Time
- 2011 – Xtreme Quality Mixtape